# 85. ceremonia wręczenia Oscarów
85. ceremonia wręczenia Oscarów (nagród Amerykańskiej Akademii Sztuki i Wiedzy Filmowej) za rok 2012 odbyła się 24 lutego 2013 roku w Dolby Theatre w Hollywood. W USA ceremonię transmitowała stacja ABC Network, a w Polsce telewizja Canal+ i Program Trzeci Polskiego Radia.

## Nominacje

### Najlepszy film
- Ben Affleck, George Clooney, Grant Heslov − Operacja Argo
  - Tom Hooper, Cameron Mackintosh, Debra Hayward(inne języki), Eric Fellner, Tim Bevan(inne języki) − Les Misérables. Nędznicy
  - Quentin Tarantino, Pilar Savone(inne języki), Reginald Hudlin(inne języki), Stacey Sher(inne języki) − Django
  - David O. Russell, Bruce Cohen, Donna Gigliotti, Jonathan Gordon(inne języki) − Poradnik pozytywnego myślenia
  - Michael Haneke − Miłość
  - Benh Zeitlin − Bestie z południowych krain
  - Ang Lee, David Womark(inne języki), Gil Netter(inne języki) − Życie Pi
  - Kathryn Bigelow, Mark Boal(inne języki), Megan Ellison − Wróg numer jeden
  - Steven Spielberg, Kathleen Kennedy − Lincoln

### Najlepszy film nieanglojęzyczny
- Austria • Michael Haneke − Miłość
  -  Norwegia • Joachim Rønning, Espen Sandberg − Wyprawa Kon-Tiki
  -  Chile • Pablo Larraín − Nie(inne języki)
  -  Dania • Nikolaj Arcel − Kochanek królowej
  -  Kanada • Kim Nguyen(inne języki) − Wiedźma wojny

### Najlepszy reżyser
- Ang Lee − Życie Pi
  - Michael Haneke − Miłość
  - David O. Russell − Poradnik pozytywnego myślenia
  - Steven Spielberg − Lincoln
  - Benh Zeitlin − Bestie z południowych krain

### Najlepszy scenariusz oryginalny
- Quentin Tarantino − Django
  - Michael Haneke − Miłość
  - John Gatins(inne języki) − Lot
  - Wes Anderson, Roman Coppola − Kochankowie z Księżyca
  - Mark Boal(inne języki) − Wróg numer jeden

### Najlepszy scenariusz adaptowany
- Chris Terrio − Operacja Argo
  - David O. Russell − Poradnik pozytywnego myślenia
  - Benh Zeitlin, Lucy Alibar(inne języki) − Bestie z południowych krain
  - David Magee(inne języki) − Życie Pi
  - Tony Kushner − Lincoln

### Najlepszy aktor pierwszoplanowy
- Daniel Day-Lewis − Lincoln
  - Bradley Cooper − Poradnik pozytywnego myślenia
  - Hugh Jackman − Les Misérables. Nędznicy
  - Joaquin Phoenix − Mistrz
  - Denzel Washington − Lot

### Najlepsza aktorka pierwszoplanowa
- Jennifer Lawrence − Poradnik pozytywnego myślenia
  - Jessica Chastain − Wróg numer jeden
  - Emmanuelle Riva − Miłość
  - Quvenzhané Wallis − Bestie z południowych krain
  - Naomi Watts − Niemożliwe

### Najlepszy aktor drugoplanowy
- Christoph Waltz − Django
  - Alan Arkin − Operacja Argo
  - Robert De Niro − Poradnik pozytywnego myślenia
  - Philip Seymour Hoffman − Mistrz
  - Tommy Lee Jones − Lincoln

### Najlepsza aktorka drugoplanowa
- Anne Hathaway − Les Misérables. Nędznicy
  - Amy Adams − Mistrz
  - Sally Field − Lincoln
  - Helen Hunt − Sesje
  - Jacki Weaver − Poradnik pozytywnego myślenia

### Najlepsza muzyka
- Mychael Danna − Życie Pi
  - Dario Marianelli − Anna Karenina
  - Alexandre Desplat − Operacja Argo
  - John Williams − Lincoln
  - Thomas Newman − Skyfall

### Najlepsza piosenka
- Skyfall z filmu Skyfall − muzyka i słowa: Adele i Paul Epworth(inne języki)
  - Before My Time(inne języki) z filmu Ścigając arktyczny lód(inne języki) − muzyka i słowa: J. Ralph(inne języki)
  - Everybody Needs a Best Friend(inne języki) z filmu Ted − muzyka: Walter Murphy(inne języki), słowa: Seth MacFarlane
  - Pi’s Lullaby(inne języki) z filmu Życie Pi − muzyka: Mychael Danna, słowa: Bombay Jayashri(inne języki)
  - Suddenly(inne języki) z filmu Les Misérables. Nędznicy − muzyka: Claude-Michel Schönberg, słowa: Herbert Kretzmer(inne języki) i Alain Boublil(inne języki)

### Najlepsze zdjęcia
- Claudio Miranda − Życie Pi
  - Seamus McGarvey(inne języki) − Anna Karenina
  - Robert Richardson − Django
  - Janusz Kamiński − Lincoln
  - Roger Deakins − Skyfall

### Najlepsza scenografia i dekoracja wnętrz
- Rick Carter (scenografia) i Jim Erickson(inne języki) (dekoracja wnętrz) − Lincoln
  - Katie Spencer(inne języki) (scenografia) i Sarah Greenwood(inne języki) (dekoracja wnętrz) − Anna Karenina
  - Dan Hennah(inne języki) (scenografia), Ra Vincent(inne języki) (dekoracja wnętrz) i Simon Bright(inne języki) (dekorator wnętrz) − Hobbit: Niezwykła podróż
  - Eve Stewart(inne języki) (scenografia) i Anna Lynch-Robinson(inne języki) (dekoracja wnętrz) − Les Misérables. Nędznicy
  - David Gropman(inne języki) (scenografia) i Anna Pinnock(inne języki) (dekoracja wnętrz) − Życie Pi

### Najlepsze kostiumy
- Jacqueline Durran − Anna Karenina
  - Paco Delgado(inne języki) − Les Misérables. Nędznicy
  - Joanna Johnston(inne języki) − Lincoln
  - Eiko Ishioka − Królewna Śnieżka
  - Colleen Atwood − Królewna Śnieżka i Łowca

### Najlepsza charakteryzacja
- Lisa Westcott(inne języki) i Julie Dartnell(inne języki) − Les Misérables. Nędznicy
  - Howard Berger(inne języki), Peter Montagna(inne języki) i Martin Samuel − Hitchcock
  - Peter Swords King(inne języki), Rick Findlater(inne języki) i Tami Lane(inne języki) − Hobbit: Niezwykła podróż

### Najlepszy montaż
- William Goldenberg − Operacja Argo
  - Tim Squyres(inne języki) − Życie Pi
  - Michael Kahn − Lincoln
  - Crispin Struthers(inne języki) i Jay Cassidy − Poradnik pozytywnego myślenia
  - William Goldenberg i Dylan Tichenor(inne języki) − Wróg numer jeden

### Najlepszy montaż dźwięku
- Per Hallberg(inne języki) i Karen Baker Landers(inne języki) − Skyfall
- Paul N.J. Ottosson(inne języki) − Wróg numer jeden
  - Erik Aadahl(inne języki) i Ethan Van der Ryn(inne języki) − Operacja Argo
  - Wylie Stateman(inne języki) − Django
  - Eugene Gearty(inne języki) i Philip Stockton(inne języki) − Życie Pi

### Najlepszy dźwięk
- Andy Nelson, Mark Paterson i Simon Hayes − Les Misérables. Nędznicy
  - John Reitz, Gregg Rudloff i José Antonio García(inne języki) − Operacja Argo
  - Ron Bartlett, D.M. Hemphill i Drew Kunin − Życie Pi
  - Andy Nelson, Gary Rydstrom i Ronald Judkins − Lincoln
  - Scott Millan(inne języki), Greg P. Russell i Stuart Wilson − Skyfall

### Najlepsze efekty specjalne
- Bill Westenhofer(inne języki), Guillaume Rocheron, Erik-Jan De Boer i Donald R. Elliott(inne języki) − Życie Pi
  - Joe Letteri(inne języki), Eric Saindon, David Clayton(inne języki) i R. Christopher White − Hobbit: Niezwykła podróż
  - Janek Sirrs, Jeff White, Guy Williams i Dan Sudick − Avengers
  - Richard Stammers(inne języki), Trevor Wood, Charley Henley i Martin Hill(inne języki) − Prometeusz
  - Cedric Nicolas-Troyan(inne języki), Philip Brennan(inne języki), Neil Corbould i Michael Dawson − Królewna Śnieżka i Łowca

### Najlepszy długometrażowy film animowany
- Mark Andrews(inne języki) i Brenda Chapman(inne języki) − Merida Waleczna
  - Tim Burton − Frankenweenie
  - Sam Fell(inne języki) i Chris Butler(inne języki) − ParaNorman
  - Peter Lord(inne języki) − Piraci!
  - Rich Moore(inne języki) − Ralph Demolka

### Najlepszy krótkometrażowy film animowany
- John Kahrs − Paperman
  - Minkyu Lee(inne języki) − Adam and Dog
  - PES − Fresh Guacamole
  - Timothy Reckart(inne języki) i Fodhla Cronin O’Reilly(inne języki) − Po uszy
  - David Silverman − The Longest Daycare

### Najlepszy krótkometrażowy film dokumentalny
- Sean Fine(inne języki) i Andrea Nix Fine(inne języki) − Inocente
  - Jon Alpert(inne języki) i Matthew O’Neill(inne języki) − Redemption(inne języki)
  - Kief Davidson(inne języki) i Cori Shepherd Stern(inne języki) − Open Heart(inne języki)
  - Cynthia Wade(inne języki) i Robin Honan(inne języki) − Mondays at Racine(inne języki)
  - Sari Gilman(inne języki) i Jedd Wider(inne języki) − Kings Point(inne języki)

### Najlepszy długometrażowy film dokumentalny
- Malik Bendjelloul i Simon Chinn(inne języki) – Sugar Man
  - Emad Burnat(inne języki) i Guy Davidi(inne języki) − 5 rozbitych kamer(inne języki)
  - Dror Moreh(inne języki), Philippa Kowarsky(inne języki) i Estelle Fialon(inne języki) – Szin Bet. Strażnicy Izraela(inne języki)
  - David France(inne języki) i Howard Gertler(inne języki) – Jak przetrwać zarazę(inne języki)
  - Kirby Dick(inne języki) i Amy Ziering(inne języki) – Niewidzialna wojna(inne języki)

### Najlepszy krótkometrażowy film aktorski
- Shawn Christensen(inne języki) − Curfew
  - Yan England(inne języki) − Henry(inne języki)
  - Ellen De Waele(inne języki) i Tom Van Avermaet(inne języki) − Dood van een Schaduw(inne języki)
  - Sam French(inne języki) i Ariel Nasr(inne języki) − Buzkashi Boys(inne języki)
  - Bryan Buckley(inne języki) i Mino Jarjoura(inne języki) − Asad(inne języki)

## Liczba nominacji
- Lincoln − 12 nominacji
- Życie Pi − 11 nominacji
- Les Misérables. Nędznicy i Poradnik pozytywnego myślenia − 8 nominacji
- Operacja Argo − 7 nominacji
- Miłość, Django, Skyfall i Wróg numer jeden − 5 nominacji
- Anna Karenina i Bestie z południowych krain − 4 nominacje
- Hobbit: Niezwykła podróż i Mistrz − 3 nominacje
- Lot i Królewna Śnieżka i Łowca − 2 nominacje